# Canton d'Ervy-le-Châtel
Le canton d'Ervy-le-Châtel est une ancienne division administrative française, située dans le département de l'Aube en région Champagne-Ardenne.

## Géographie
Ce canton était organisé autour d'Ervy-le-Châtel dans l'arrondissement de Troyes. 

## Histoire
Par le décret du 21 février 2014, le canton est supprimé à compter des élections départementales de mars 2015. Il est englobé dans le canton d'Aix-en-Othe.

## Administration

### conseillers généraux de 1833 à 2015
| Période | Période          | Identité                                       | Étiquette                         | Qualité |
| ------- | ---------------- | ---------------------------------------------- | --------------------------------- | --- |
| 1833    | 1866 (décès)     | Hippolyte Truchy (1797-1866)                   |                                   | Propriétaire à Chessy |
| 1866    | 1867             | Louis Adolphe Paillot de Montabert (1831-1909) |                                   | Propriétaire à Troyes |
| 1867    | 1875 (démission) | Emile Ricard                                   |                                   | Banquier à Ervy-le-Châtel                                                                                                  |
| 1875    | 1885 (décès)     | Emile Gallot                                   | Droite                            | Docteur en médecine à Ervy-le-Châtel propriétaire à Auxon Conseiller d'arrondissement                                      |
| 1885    | 1898             | Eugène Rambourgt                               | Républicain                       | Fonctionnaire (Ancien sous-préfet) Député (1889-1893) Sénateur (1896-1914) Maire de Coursan-en-Othe (1878-1914)            |
| 1898    | 1910             | Emile Marion                                   | Rad.                              | Professeur à Paris |
| 1910    | 1919             | Raymond Moslard                                | Rad.                              | Agriculteur - Maire de Saint-Phal                                                                                          |
| 1919    | 1928             | Victor Cornu                                   | Rad.                              | Médecin - Maire d'Ervy-le-Châtel                                                                                           |
| 1928    | 1940             | Fernand Monsacré                               | URD                               | Notaire à Ervy-le-Châtel Sénateur (1939-1944) Conseiller municipal d'Ervy-le-Châtel Nommé conseiller départemental en 1943 |
|         |                  |                                                |                                   | |
| 1945    | 1967             | François Gagin                                 | DVD-CNIP                          | Quincaillier - Maire d'Ervy-le-Châtel                                                                                      |
| 1967    | 1992             | Jean Druot (1913-1993)                         | FGDS puis Centriste puis UDF-Rad. | Maire d'Ervy-le-Châtel, ancien résistant                                                                                   |
| 1992    | 2011             | Franck Simard (1931-2021)                      | DVD puis RPR puis UMP             | Retraité Maire d'Auxon (1989-2001)                                                                                         |
| 2011    | 2015             | André Villalonga                               | PS                                | Ingénieur retraité, Vosnon                                                                                                 |

### Conseillers d'arrondissement (de 1833 à 1940)
| Période                                  | Période | Identité                   | Étiquette | Qualité |
| ---------------------------------------- | ------- | -------------------------- | --------- | --- |
| 1833                                     | 1848    | Rémy Quincerot (1796-1869) |           | Notaire à Ervy-le-Châtel                                                                                    |
|                                          |         |                            |           | |
| 1871                                     | 1875    | Émile Gallot               | Droite    | Médecin, propriétaire à Auxon                                                                               |
|                                          |         |                            |           | |
| 1913                                     | 1925    | Louis Charles Mottin       | Radical   | Ancien maire d'Ervy-le-Châtel                                                                               |
| 1925                                     | 1937    | Mathurin Truchy            | Radical   | Maire de Chessy                                                                                             |
| 1937                                     | 1940    | Alfred Tridon              | Droite    | Médecin à Ervy-le-Châtel                                                                                    |
| 1940                                     |         |                            |           | Les conseils d'arrondissement ont été suspendus par la loi du 12 octobre 1940 et n'ont jamais été réactivés |
| Les données manquantes sont à compléter. |         |                            |           | |

## Composition
Le canton d'Ervy-le-Châtel regroupait seize communes et comptait 5 805 habitants,selon le recensement de 2009.
| Communes                | Population (2012) | Code postal | Code Insee |
| ----------------------- | ----------------- | ----------- | ---------- |
| Auxon                   | 966               | 10130       | 10018      |
| Chamoy                  | 462               | 10130       | 10074      |
| Chessy-les-Prés         | 527               | 10130       | 10099      |
| Coursan-en-Othe         | 99                | 10130       | 10107      |
| Courtaoult              | 77                | 10130       | 10108      |
| Les Croûtes             | 113               | 10130       | 10118      |
| Davrey                  | 247               | 10130       | 10122      |
| Eaux-Puiseaux           | 234               | 10130       | 10133      |
| Ervy-le-Châtel          | 1 174             | 10130       | 10140      |
| Marolles-sous-Lignières | 317               | 10130       | 10227      |
| Montfey                 | 132               | 10130       | 10247      |
| Montigny-les-Monts      | 258               | 10130       | 10251      |
| Racines                 | 195               | 10130       | 10312      |
| Saint-Phal              | 521               | 10130       | 10359      |
| Villeneuve-au-Chemin    | 198               | 10130       | 10422      |
| Vosnon                  | 191               | 10130       | 10441      |

## Démographie
| 1962  | 1968  | 1975  | 1982  | 1990  | 1999  | 2006  | 2011  | 2012  |
| ----- | ----- | ----- | ----- | ----- | ----- | ----- | ----- | ----- |
| 5 727 | 5 289 | 5 042 | 5 187 | 5 341 | 5 424 | 5 703 | 5 812 | 5 808 |